# Les Grands Chefs
Série
Jacob, l'homme qui combattit Dieu
(1963) Saül et David
(1964)
Pour plus de détails, voir Fiche technique et Distribution.
Les Grands Chefs (I grandi condottieri) est un film italo-espagnol sorti en 1965, réalisé par Marcello Baldi et Francisco Pérez-Dolz.
Le film est divisé en deux parties, l'une sur Gédéon et l'autre sur Samson, que l'on peut aussi trouver séparément sous les titres Gedeone e i trecento guerrieri (Gédéon et les 300 guerriers) et Le prodezze di Sansone (Les prouesses de Samson).

## Synopsis
Les Israélites sont coupables d'adorer Baal au lieu de leur Dieu, Jéhovah. Celui-ci les abandonne alors aux mains des nations voisines.
Épisode Gédéon : Les Israélites étant persécutés par Madian, Gédéon sélectionne 300 guerriers pour mener la guerre contre les Madianites. Il délivre ainsi son peuple de leurs incessants raids, et capture les deux rois de Madian, Zebah et Zalmunna. Comme le fils de Gédéon, Jéter, hésite à les décapiter c'est Gédéon qui le fait personnellement.
Épisode Samson : Les Israélites sont cette fois sous la pression des Philistins. C'est Samson qui est suscité pour ébranler cette domination. Ses aventures sont racontées selon le texte biblique.

## Fiche technique
- Titre français : Les Grands Chefs ou Samson et Gédéon[1]
- Titre original espagnol : Los jueces de la Biblia ou Gedeon y Sanson
- Titre original italien : I grandi condottieri ou Gedeone e Sansone ou encore I giudici della Bibbia
- Réalisation : Marcello Baldi et Francisco Pérez-Dolz
- Scénario : Ottavio Jemma (en), Flavio Nicolini, Marcello Baldi, Tonino Guerra d'après le livre des Juges
- Musique : Teo Usuelli
- Production : Marcello Baldi pour San Paolo Film
- Pays :  Italie,  Espagne
- Genre : Bible, drame
- Année de sortie : 1965
- Format d'image : 2,35:1
- Photographie : Marcello Masciocchi
- Montage : Giuliana Attenni
- Décors : Ottavio Scotti, Sigfrido Burman
- Costumes : Giorgio Desideri
- Maquillage : Alberto de' Rossi, Francisco Ramon Ferrer, Cesare Gambarelli, Giannetto de' Rossi
- Date de sortie en salle en France : 1er décembre 1971[1]

## Distribution
- Ivo Garrani : Gédéon
- Fernando Rey : l’« étranger »
- Maruchi Fresno : femme de Gédéon
- Giorgio Cerioni : Jeter, fils de Gédéon
- Barta Barry : Fara
- José Jaspe : Zebaj, roi madianite
- Beni Deus : Salmunna, roi madianite
- Ana María Noé : mère de Samson
- Anton Geesink : Samson
- Rosalba Neri : Dalila
- Piero Gerlini : Farim
- Lucio De Santis : Nabur
- Luz Marquez : femme de Gaza
- Paolo Gozlino : prince de Gaza
- José Martin : architecte
- Consalvo Dell'Arti
- Sergio Ammirata

## Critique
« Le film, inspiré avec fidélité de la Bible, en présente deux personnages : Gédéon et Samson. Plutôt de bonne facture, et attentif à respecter le souffle spirituel des textes sacrés, le film a un bon rythme dans la première partie, un peu moins incisif dans la seconde. »